# Serye volki
Serye volki (Серые волки) è un film del 1993 diretto da Igor' Aronovič Gostev.

## Trama
Al centro della trama c'è lo spostamento di Nikita Krusciov, contro il quale viene raccontata la storia di un uomo che ha cercato di scoprire un complotto contro di lui.